# Helige martyren Pantaleons kyrka, Zaścianki
Helige martyren Pantaleons kyrka (polska: Cerkiew św. Męczennika Pantelejmona; kyrkslaviska: Це́рковь свѧтого мꙋ́ченика Пантелемонъ) är en polsk-ortodox kyrkobyggnad belägen i byn Zaścianki i Podlasiens vojvodskap, i nordöstra Polen.
Kyrkan är helgad åt martyren Sankt Panteleimon, som blev avrättad år 305 under den romerske kejsaren Maximianus. Den tillhör Białystoks och Gdańsks stift.